# Jian Xianren
Jian Xianren (chiń. 蹇先任; 5 kwietnia 1909 w Cili, prowincja Hunan, zm. 25 lipca 2004 w Pekinie) – chińska działaczka komunistyczna.
Od 1927 była członkinią Komunistycznej Partii Chin, a w 1929 wstąpiła w szeregi Armii Czerwonej. Brała udział w Długim Marszu (1935–1936). W późniejszym okresie studiowała w szkołach partyjnych w Yan’an i Moskwie oraz pracowała w organizacji partyjnej w mieście Wuhan i Ministerstwie Przemysłu Lekkiego. Prześladowana w okresie rewolucji kulturalnej, została zrehabilitowana w 1978. Powierzono jej wówczas stanowisko zastępcy sekretarza generalnego Wydziału Organizacyjnego Komitetu Centralnego Komunistycznej Partii Chin.